# Hassan Hamdy
Hassan Hamdy (arabe : حسن حمدي), né le 2 août 1949 au Caire, est un footballeur professionnel égyptien qui jouait défenseur dans les années 1970.
Après avoir été le président du journal Al-Ahram et le vice-président d'Al Ahly SC jusqu'à la mort de Saleh Selim, il est aujourd'hui le président du club depuis 2002.

## Biographie

### Joueur
Comme joueur Hamdy contribua grandement à la domination d'Al Ahly SC, son club de toujours, sur la scène nationale, continentale et arabe. Il devient l'un des symboles de l'histoire du club, qu'il rejoint chez les jeunes dès l'âge de 14 ans. 
Il obtient le surnom de Ministre de la défense du fait de sa grande rigueur défensive après avoir rejoint l'équipe première durant la saison 1971-72. Il joue son premier match contre Damiette. Il reste dans l'équipe première durant 6 saisons dont les 3 dernières seront celles de son apogée et joue 107 matchs. Il prend sa retraite en 1978. Il a également été un international égyptien de 1971 à 1978.

### Président
Après la mort du président d'Al Ahly Saleh Selim (lui aussi grande gloire du football égyptien) le 6 mai 2002, Hamdy se présente aux élections pour la présidence du club qu'il remporte, avant d'être réélu le 17 décembre 2004.